# سیبروک (نیوجرسی)
سیبروک (به انگلیسی: Seabrook) یک منطقهٔ مسکونی در ایالات متحده آمریکا است که در آپر دیر فیلد، نیوجرسی واقع شده‌است. سیبروک ۴۶٬۸۷۲ نفر جمعیت دارد و ۳۳ متر بالاتر از سطح دریا واقع شده‌است.